# Brighton International 1997
Il Brighton International 1997 è stato un torneo di tennis giocato sulla terra rossa. È stata la 20ª edizione del Brighton International, che fa parte della categoria World Series nell'ambito dell'ATP Tour 1997. Il torneo si è giocato a Bournemouth in Gran Bretagna, dall'8 al 14 settembre 1997.

## Campioni

### Singolare
Félix Mantilla ha battuto in finale  Carlos Moyá con il punteggio di 6–2, 6–2

### Doppio
Kent Kinnear /  Aleksandar Kitinov hanno battuto in finale  Alberto Martín /  Chris Wilkinson con il punteggio di 7–6(7) 6–2